# Ichneumon languidus
Ichneumon languidus là một loài tò vò trong họ Ichneumonidae.